# Stig Zethræus
Stig Gerhard Zethræus, född 28 november 1913 i Halmstad, död 1966, var en svensk läkare. Han var far till Pernilla Zethraeus.

## Biografi
Zethræus, som var son till bankdirektör Seth Zethræus och Milly Kjellberg, avlade studentexamen i Halmstad 1932, blev medicine kandidat vid Lunds universitet 1938 och medicine licentiat där 1944. Han innehade förordnanden som underläkare vid sinnessjukhus samt medicinska, neurologiska, neurokirurgiska och psykiatriska kliniker, var psykiater vid Lunds lasaretts neurokirurgiska klinik 1950–1951, biträdande överläkare vid psykiatriska kliniken 1952–1953, förste läkare vid Mariebergs sjukhus i Kristinehamn 1954–1955, biträdande läkare vid Beckomberga sjukhus 1956 och lasarettsläkare/överläkare vid Borås lasaretts psykiatriska klinik från 1956. 
Zethræus genomförde 1956 en av de första svenska kliniska utvärderingarna av klorpromazin (Hibernal). Han författade skrifter i neuroslära och psykiatri, däribland Känslan: en psykologisk, psykiatrisk och begreppsanalytisk undersökning (1962). Han var ledamot av Älvsborgs läns pensionsdelegation.
Zethræus är begravd på Brämhults kyrkogård.